# St. Simon und Judas (Wennedach)

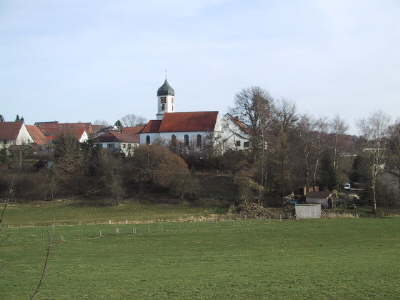
St. Simon und Judas (2001)

Die Kapelle St. Simon und Judas ist die römisch-katholische Kirche in Wennedach bei Reinstetten, einem Teilort von Ochsenhausen im Landkreis Biberach in Oberschwaben.

## Beschreibung
Der geostete, biberschwanzgedeckte Barockbau wurde im Jahre 1751 an der Stelle einer früheren Kirche errichtet. Von der früheren, 1442 ersterwähnten Kirche sind die Grundmauern des südöstlich gelegenen Turmes vorhanden. Der Turm ist mit Zwiebelhaube, vier Schallöffnungen, Turmuhr und vier Zifferblättern ausgestattet. Innerhalb des Turmes befindet sich ein Glockenstuhl mit einer Glocke aus dem Jahre 1922. An das Langhaus schließt sich der eingezogene Chor mit Dreiachtelschluss an.

## Innenraum
Der Innenraum ist mit feinem Stuck und einer Rocaillemalerei im Chorbogen verziert. Das Deckenfresko ist eine Darstellung der Himmelfahrt Mariens. Ein einfacher Tisch dient als Volksaltar, hinter dem sich der Hochaltar mit einer Marienskulptur aus Holz aus dem 15. Jahrhundert befindet. In der Kirche befinden sich eine Maria-Königin-Figur aus dem 15. und eine schlicht gehaltene Madonna aus dem 13. Jahrhundert. Links und rechts im Chor sind die Figuren der Kirchenpatrone Simon der Zelote und Judas Thaddäus zu sehen. Im Seitenaltar sind Christus an der Geißelsäule und der Heilige Leonhard dargestellt.